# Claudie Gagnon
Claudie Gagnon, née en 1964 à Montréal, est une artiste multidisciplinaire québécoise autodidacte,,.

### Enfance et formation

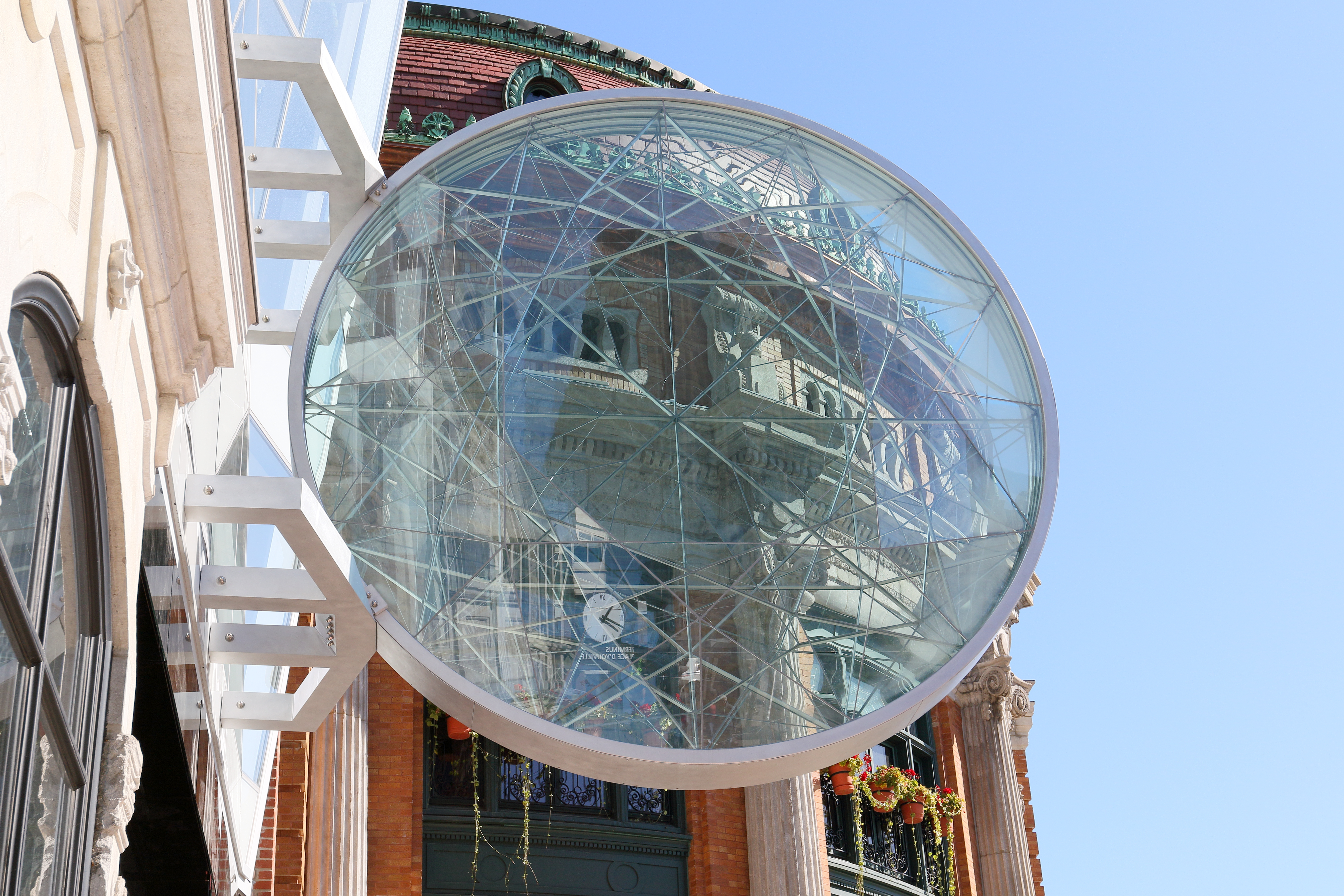
Atome ou le fruit des étoiles

## Biographie

### Carrière
Elle travaille à partir des régions périphériques de Mont-Saint-Hilaire et de Kamouraska.
Depuis plus de vingt ans, sa démarche artistique concilie des objets du quotidien intégrés dans des sculptures, tableaux vivants, performances,, des vidéos, des photos ou du food art. Elle contribue à certaines éditions du parcours déambulatoire du Carrefour international de théâtre de Québec.

## Musées et collections
- Musée national des beaux-arts du Québec[12]
- Musée d'art contemporain de Montréal[13],[14],[15]
- Musée des beaux-arts de Montréal[10]
- Musée d'art de Joliette[1],[16]
- Collection Méduse[10]

## Prix et distinctions
- 2021 : Prix Videre reconnaissance, Prix d'excellence en culture, Ville de Québec[10]
- 2003 : Masque des Enfants terribles pour la production Amour, délices et ogre (2000-), Académie québécoise du théâtre[17]
- 1999 : Prix événement Videre pour l'exposition Le plein d'ordinaire (1997), Prix d'excellence en culture, Ville de Québec[3]

## Œuvres réalisées dans le cadre de la Politique d'intégration des arts à l'architecture
- Collections, le temps suspendu, Musée d'art de Joliette[1]
- Bibliothèque Monique-Corriveau, Bibliothèque de Québec[18]
- Atome ou le fruit des étoiles, 2019, Le Diamant, Québec[19],[20]
- Plural, Banque Nationale Gestion privée 1859, 2024, Montréal[4]